# 1991-es magyar birkózóbajnokság
Az 1991-es magyar birkózóbajnokság a nyolcvannegyedik magyar bajnokság volt. A kötöttfogású bajnokságot augusztus 3-án, a szabadfogású bajnokságot pedig augusztus 10-én rendezték meg, mindkettőt Budapesten, a Körcsarnokban.

## Eredmények

### Férfi kötöttfogás
| Versenyszám | Arany                          | Arany | Ezüst                          | Ezüst | Bronz                         | Bronz |
| ----------- | ------------------------------ | ----- | ------------------------------ | ----- | ----------------------------- | ----- |
| 48 kg       | Marosvölgyi János BVSC         |       | Szabó István Diósgyőri VTK     |       | Seres Ferenc Honvéd Szondi SE |       |
| 52 kg       | Vadász Csaba Dunaferr SE       |       | Hamzók József Honvéd Szondi SE |       | Veiszer Zsolt Újpesti TE      |       |
| 57 kg       | Sike András Ferencvárosi TC    |       | Tihanics Tibor Vasas SC        |       | Róth Zoltán Újpesti TE        |       |
| 62 kg       | Bódi Jenő Bp. Spartacus        |       | Szuromi József Vasas SC        |       | Ubrankovics Zoltán Vasas SC   |       |
| 68 kg       | Repka Attila Diósgyőri VTK     |       | Szpiszár Ferenc Újpesti TE     |       | Lakatos Zoltán BVSC           |       |
| 74 kg       | Vizi László Újpesti TE         |       | Kelemen Árpád Kecskeméti SC    |       | Takács János Vasas SC         |       |
| 82 kg       | Garamvölgyi Gábor Csepel SC    |       | Märtz József Újpesti TE        |       | Ignácz Zoltán Kecskeméti SC   |       |
| 90 kg       | Komáromi Tibor Ferencvárosi TC |       | Farkas Péter Újpesti TE        |       | Rizmajer Antal Újpesti TE     |       |
| 100 kg      | Major Sándor BVSC              |       | Rajos Csaba Dorogi Bányász     |       | Rajos István Dorogi Bányász   |       |
| 130 kg      | Klauz László Csepel SC         |       | Valentényi Sándor Dunaferr SE  |       | Gombos Zsolt BVSC             |       |

### Férfi szabadfogás
| Versenyszám | Arany                         | Arany | Ezüst                       | Ezüst | Bronz                         | Bronz |
| ----------- | ----------------------------- | ----- | --------------------------- | ----- | ----------------------------- | ----- |
| 48 kg       | Marosvölgyi János BVSC        |       | Horváth László Haladás VSE  |       | Óváry László BVSC             |       |
| 52 kg       | Bíró László Ferencvárosi TC   |       | Szabó Lajos Haladás VSE     |       | Pillik József Csepel SC       |       |
| 57 kg       | Nagy Béla Csepel SC           |       | Tihanics Tibor Vasas SC     |       | Kacsó Tibor Csepel SC         |       |
| 62 kg       | Schmidgunszt László Csepel SC |       | Balogh János Haladás VSE    |       | Gombos Gábor Újpesti TE       |       |
| 68 kg       | Orbán József Csepel SC        |       | Podolszki Attila Csepel SC  |       | Elekes Endre Csepel SC        |       |
| 74 kg       | Nagy János Ferencvárosi TC    |       | Berecz Sándor Diósgyőri VTK |       | Fórizs János Csepel SC        |       |
| 82 kg       | Dvorák László BVSC            |       | Irinyi István Diósgyőri VTK |       | Gergő Sándor Csepel SC        |       |
| 90 kg       | Bacsa Péter Honvéd Szondi SE  |       | Nagy Attila Ferencvárosi TC |       | Gyuris Menyhért Szegedi VSE   |       |
| 100 kg      | Tóth Gábor Csepel SC          |       | Korpics István Dunaferr SE  |       | Kiss Sándor Ferencvárosi TC   |       |
| 130 kg      | Gombos Zsolt BVSC             |       | Klauz László Csepel SC      |       | Valentényi Sándor Dunaferr SE |       |